# مخلقة أمينوأسيل الرنا الناقل
صانع مركب الحمض الأميني-الحمض النووي الرايبوسولي الناقل (بالإنجليزية: aminoacyl-tRNA synthetase)‏ هو إنزيم يربط الحمض الأميني المناسب بالحمض النووي الرايبوسولي الناقل المختص به. ويقوم بذلك من خلال تحفيز أسترة حمض أميني معين مع واحد من عدة أحماض نووية ناقلة مختصة به لتكون مركب الحمض الأميني-الحمض النووي الرايبوسولي الناقل aminoacyl-tRNA في جسم الإنسان. وهذا ما يطلق عليه أحياناً «شحن» أو «تحميل» الحمض النووي الرايبوسولي الناقل بالحمض الأميني. حالما يتم شحن الحمض النووي الرايبوسولي الناقل؛ فإن الريبوسوم يستطيع نقل الحمض الأميني من الحمض الأميني الرايبوسولي الناقل إلى السلسلة البيبتيدية المتنامية تبعاً للشيفرة الوراثية. لذلك فإن مركب الحمض الأميني-الحمض النووي الرايبوسولي الناقل يلعب دوراً مهماً في ترجمة الجينات إلى بروتينات.
يتم تحفيز الرابطة التساهمية إلى النهاية 3ˋ من الحمض النووي الريبوزي الناقل tRNA عن طريق انزيم يسمى صانع الحمض النووي- الحمض النووي الرايبوسولي الناقل من خلال صنع البروتين، يقوم الحمض انوي الريبوزي الناقل بتسليم الأحماض الأمينية المرفقة إلى الريبوسوم من خلال بروتينات تسمى عوامل استطالة وتوجد في البكتيريا، التي تساعد في فك كودونات تسلسل الحمض النووي الريبوزي الرسول. وإذا وافق الكودون المضاد في ال الحمض النووي الريبوزي الناقل نظيره في الكودون الحمض النووي الريبوزي الرسول. يكون هناك الحمض النووي الناقل موجود بالفعل على الريبوسوم الذي يعمل على استطالة الحماض النووية للبروتين المصنع التي تعلق على نهاية 3ˋ للحمض النووي الريبوزي النقال التي سلمت حديثا، وهو تفاعل يحفزه الريبوسوم.

## آلية العمل
عن طريق أَسْيَلَة الحمض الاميني وهي عملية إضافة مجموعة أمينوأسيل إلى مركب الطاقة ادونيسين ثلاثي الفوسفات لينتج المركب أمينو اسيل-ادينوسين أحادي الفوسفات (Aminoacyl-AMP) مع مجموعة البيروفوسفات الغير عضوية (PPi).. ومن ثم ربط الأمينواسيل برابطة تساهمية عند نهاية الحمض النووي الرايبوزي CCA 3 من قبل صانع مركب الحمض الأميني-الحمض النووي الرايبوسولي الناقل. ويمكن تلخيص آلية العمل في سلسلة التفاعلات التالية:
1. Amino Acid + ATP —> Aminoacyl-AMP + PPi
2. Aminoacyl-AMP + tRNA —> Aminoacyl-tRNA + AMP

بجمع التفاعلات ينتج التفاعل الطارد للطاقة التالي:
Amino acid + tRNA + ATP —> Aminoacyl-tRNA + AMP + PPi
بعض صانع مركبات الحمض الأميني-الحمض النووي الرايبوسولي الناقل يقومون بتفاعلات تنقيح وتصيح للتأكد من دقة شحن الحمض النووي الرايبوسولي الناقل. في حال إضافة الحمض النووي الرايبوسولي الناقل الخطأ، فإن رابطة مركب الحمض الأميني-الحمض النووي الرايبوسولي الناقل يتم تكسيرها. ويمكن حدوث ذلك في حال تواجد حمضان أمينيان بخصائص مختلفة حتى لو تشابها في الشكل، كما هو الحال مع الڤالين والثريونين.

## الأنواع
يوجد نوعان من صانع مركب الحمض الأميني-الحمض النووي الرايبوسولي الناقل:
1. النوع الأول لديه تركيبتان ثابتتان على مدى التطور. يقوم بأستلة الحمض الاميني عند النهاية ˋ2-OH لنيوكليوتاد أيدنوسين على الحمض النووي الرايبوزي الناقل، يتكون عادة من وحدة واحدة أو اثنتين.
2. النوع الثاني لديه ثلاثة تركيبات ثابتة على مدى التطور، يقوم بأستلة الحمض الاميني عند النهاية ˋ3-OH للأدينوسن على الحمض النووي الرايبوزي الناقل، يتكون عادة من ثلاث وحدات أو أربع. وعلى الرغم من أن صانع مركب الفينيل ألانين-الحمض النووي الرايبوسولي الناقل هو من النوع الثاني؛ إلا أنه يقوم بالأستلة الحمض الاميني على النهاية ˋ2-OH. علما بأن الأحماض الأمينية تتصل بنهاية مجموعة الهيدروكسل -OH للأدينوسين عن طريق مجموعة الكربوكسيل -COOH [9][10].

## البنى التركيبية
كلا النوعين من صانع مركب الحمض الأميني-الحمض النووي الرايبوسولي الناقل هما بروتينات متعددة التركيبات. ولهذا فان صانع مركب الحمض الأميني-الحمض النووي الرايبوسولي الناقل يتكون من تركيب تحفيزي حيث يحدث التفاعلان أعلاه، تركيب هو منطقة ارتباط الشيفرة المضادة (anticodon) على الحمض النووي الرايبوزي الناقل والتي تتفاعل مع منطقة الشيفرة أو الكودون من الحمض النووي الرايبوزي الرسول كما ويتأكد هذا الانزيم من ارتباط الحمض النووي الرايبوزي الناقل بالحمض الأميني الصحيح. بالإضافة إلى ذلك؛ فإن بعض صانع مركب الحمض الأميني-الحمض النووي الرايبوسولي الناقل لديهم تركيبات ارتباط إضافية بالحمض النووي الرايبوزي الناقل تركيبات للتصحيح التي تقوم بتكسير مركبات الحمض الأميني-الحمض النووي الرايبوسولي الناقل المرتبطة بشكل خاطئ ولا يتناسب مع الكودون المضاد على الحمض النووي الريبوزي الناقل [11][12].
أن التركيبات التحفيزية لجميع صانع مركب الحمض الأميني-الحمض النووي الرايبوسولي الناقل من نوع معين مشابهة لبعضها البعض، بينما النوعان الأول والثاني من صانع مركب الحمض الأميني-الحمض النووي الرايبوسولي الناقل ليس لهما تشابه ببعضهما. فالنوع الأول منها لديه انطواءات روسمان الواسعة الانتشار لديه جدائل بيتا ذات التراكيب المتوازية بينما النوع الثاني منها لديه انطوائات فريدة تتكون من جدائل بيتا المتعاكسة.

## التطبيقات في التكنولوجيا الحيوية
أن بعض صانع مركب الحمض الأميني-الحمض النووي الرايبوسولي الناقل، قد تحدث طفرة في المكان الذي يرتبط بالحمض الأميني يتغير بحيث يحمل أحماض أمينية مصنعة في المختبر، وتربط بأحماض نووية رايبوزلية ناقلة معينة. وهذا يقوم بتوسعة الشيفرة الجينية بحيث تمتد لتشمل أكثر من العشرين حمضاً أمينياً الموجودة طبيعياً إلى الأحماض الأمينية المصنعة أيضاً.
كذلك فأن صانع مركب الحمض الأميني-الحمض النووي الرايبوسولي الناقل يمكن أن يُبرمَج جينياً ليقوم بوضع الأحماض الأمينية المصنعة في الموقع المرغوب فيه في البروتين المعني، مما يمكن اختصاصيين الكيمياء الحيوية الأحياء التركيبية من تغيير وظيفة البروتين. فعلى سبيل المثال؛ يمكن البدء بجين بروتين يرتبط بتسلسل معين من المادة الوراثية الدناDNA، من ثم توجيه أحماض أمينية مصنعة مع سلسلة طرفية فعالة إلى منطقة الارتباط، مما يؤدي إلى تكوين بروتين يقطع المادة الوراثية الدنا DNA عند التسلسل المستهدف بدلاً من الارتباط به.
ان إحداث الطفرة في صانع مركب الحمض الأميني-الحمض النووي الرايبوسولي الناقل مكّن الكيميائيين من توسعة الشيفرة الوراثية لكائنات حية مختلفة لتشمل أحماضاً أمينية مصنعة في المختبر بمختلف الخصائص المفيدة؛ من الاستخدامات الأخرى استحداث أحماض أمينية تحمل مجموعات وظيفية فعالة لتعديل البروتين المستهدف كيميائيًا.